# Ceshia Ubau
Ceshia Ubau Molina (Managua, 30 de octubre de 1997) es una cantautora y compositora nicaragüense radicada en Costa Rica que fusiona los ritmos de la región centroamericana con sonidos contemporáneos. 

## Biografía
Ceshia Francina Ubau Molina comenzó sus estudios musicales a los cuatro en Banbash. Luego, empezó a tomar clases en la Escuela de Música Heitor Villa-lobos a los 5 años de edad. En dicha institución una de sus maestras fue la pianista brasileña y profesora Siria Bittar, quien le enseñó piano clásico. Paralelamente, cursó primaria y secundaria en el Colegio Centro América de Managua, lugar donde se presentó por primera vez y cuya filosofía jesuita influyó en su proceso creativo despertando la sensibilidad por las realidades sociales de Nicaragua y el mundo. En el año 2010 adquirió su primera guitarra, y comenzó a aprender de forma autodidactica. Estudió psicología en la Universidad Centroamericana (UCA) y fue en su época universitaria que comenzó a escribir canciones.  
Durante el año 2015, formó parte del grupo cultural “Cantera UCA” dirigido por Juan Solórzano y en el cual presentó sus primeras canciones originales. Posteriormente empezaría la construcción formal de su carrera artística con Solórzano como su productor musical, abriéndose camino en la escena musical nicaragüense y compartiendo escenario con Katia Cardenal, Carlos y Luis Enrique Mejía Godoy, Mario Montenegro, Elsa Basil, entre otros cantautores. En 2017, lanza su primer álbum "Con los Ojos del Alma", un disco integrado por 15 canciones y realiza su lanzamiento en la Sala Pilar Aguirre del Teatro Nacional Rubén Darío.  
En el año 2018 y a raíz de la crisis sociopolítica en Nicaragua, migró a Costa Rica y empezó a integrarse a la escena nacional trabajando de forma independiente siendo ella su propia productora artística. El despegar de Ceshia la llevó a visitar en ese mismo año y por primera vez Brasil, Colombia y Guatemala, llevando su música a diferentes países del continente americano y luego a Europa, en su gira “Habría que sembrar girasoles” en el año 2019. Se ha destacado en la producción y gestión de festivales y proyectos culturales tales como el Festival Dándole Cuerda 2019 en conjunto con la productora de eventos Cultura Centrosur, así como proyectos que involucran la salud mental y la música en el proyecto “Hogar” en colaboración con el Centro Cultural de España en Nicaragua durante enero de 2021. 
En 2022 publica su segundo álbum "LUZ", producido por Rigoberto Alvarado y Brandon Cores, el cual logra estar preseleccionado en la lista de la 23.ª ceremonia anual de los Latin Grammy, en las categorías de "Álbum del año" y Mejor Álbum Cantautor". Posteriormente, en 2023, es aceptada como miembro de la Academia Latin de la Grabación y ganadora de dos galardones de los Premios ACAM en Costa Rica, con su álbum "LUZ" en Productores del Año y Mejor Nueva Canción con su canción "Para Mí".

## Música y psicología
Ceshia Ubau es una cantautora y Licenciada en Psicología, por la Universidad Centroamericana UCA, de Managua, Nicaragua. En su proyecto musical transmite mensajes para el fortalecimiento de la autoestima, y con empatía quiere visibilizar diferentes realidades sociales, para que su audiencia reconozca en sus canciones sus propias vivencias. La conexión con uno mismo es la columna vertebral del proyecto ya que busca, desde la consciencia y la introspección, llegar a los sentimientos más profundos. 
Actualmente cursa la Maestría en Tratamiento de Abuso Sexual en la Universidad Panamericana de Guatemala UPANA y tiene formación en trauma, disociación y apego por la Fundación América por la Infancia. Se ha desarrollado como consultora y  facilitadora de procesos psicosociales en prevención de violencia basada en género y derechos humanos, herramientas artísticas para el fortalecimiento de la autoestima, escritura creativa y composición de canciones.
Ha presentado su música en Centroamérica, Europa, México, Colombia y Brasil con su gira “Habría que sembrar girasoles” y la participación en Festivales de Cantautores como “Dándole Cuerda” (Mina Gerais, 2018) y “Tesituras” (Medellín, 2018). Ha colaborado en campañas de Derechos Humanos, Migración y Prevención de Violencia con UNICEF, ACNUR y UNESCO en diversas ocasiones. 
Cuenta con dos producciones discográficas; Con los Ojos del Alma (2017) y LUZ (2022), este último estuvo en consideración para la 23.ª edición del Latin Grammy como Disco del Año y Mejor Álbum Cantautor. En 2023 Ceshia ganó dos premio ACAM, de la Asociación de Compositores y Autores Musicales en Costa Rica por su canción “Para Mï” como Mejor Sencillo Nueva Canción y a Productores del Año con su disco LUZ, por el trabajo de producción musical realizado de Rigoberto Alvarado y Brandon Cores en dicha obra.

## Escritos
Así mismo, la poesía ha tenido un espacio relevante en su desarrollo como compositora y cantante logrando formar parte de dos antologías literarias: Morir Soñando, del medio de comunicación independiente AL TANTO y 99 Palabras de Mujer, por la Asociación Nicaragüense de Escritoras ANIDE. Durante el año 2020 y en el contexto de la pandemia del Covid-19, publica el EP de poesía “Me es Urgente” grabado en casa con piano y voz y mezclado por Basico3 en Guatemala. 
“Me es Urgente” consta de cinco poemas de su autoría cuyos temas principales son el amor, la sexualidad, el perdón y la sanación.

## Carrera musical

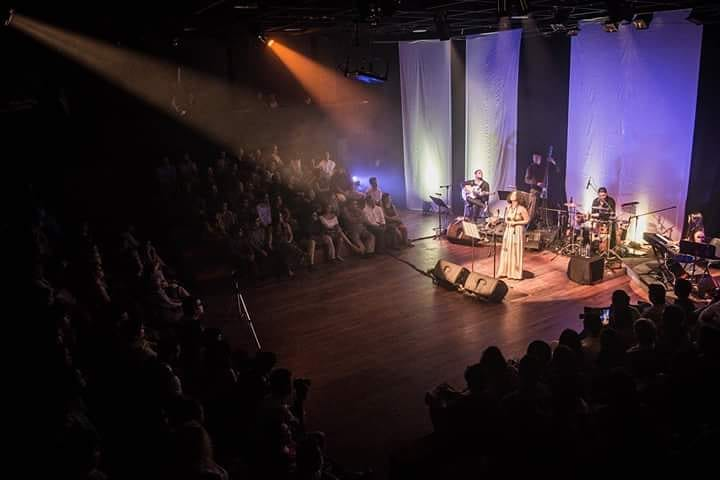
Conciertos Ceshia Ubau - ¨Con los Ojos del Alma¨ - Fotógrafo: Andrea Saro

### Con los ojos del alma
Entre el 2016 y 2017 comienza a componer su primer disco, "Con los ojos del alma", producido por Juan Solorzano. Lanzado en mayo de 2017 en el Teatro Nacional Ruben Dario, mezcla sonidos tradicionales latinoamericanos tales como la trova y el bossa nova. El disco fue bien recibido por la crítica especializada,  alcanzando el puesto 52 en la listas de popularidad de iTunes en el género trova en su primer año de comercialización, y fue nombrado como uno de los 20 mejores lanzamientos iberoamericanos del año 2017 por parte de la revista argentina Zambombazo. Tras el buen recibimiento de su álbum, a partir del 2018, Ubau comienza a recorrer festivales musicales y a realizar presentaciones como parte de su gira "Habría que sembrar girasoles", la cual la lleva a Brasil, Colombia, Costa Rica, Alemania, Luxemburgo, Dinamarca, Noruega, España, Guatemala y Francia, volviéndose una de las principales artistas jóvenes de Centroamérica en su género.

## Educadora Musical
En el año 2016 inició de forma independiente a impartir clases de piano a niños y niñas en Nicaragua. En 2022 fue fundadora del primer Coro Infantil de Niñas "Mariposas" en el cantón de Upala, Alajuela, Costa Rica, país donde se formó profesionalmente como Educadora Musical por la Universidad Continental de las Ciencias y las Artes. 

### LUZ
LUZ es el segundo álbum de estudio de la cantautora. Producido por Rigoberto Alvarado y Brandon Cores en Puerto Rico, Ceshia describe este disco como un homenaje a su linaje familiar y un canto de amor al mundo, con un profundo mensaje de sanación. Consta de diez canciones que, conservando las raíces musicales de Ceshia, explora nuevos sonidos introduciendo elementos electrónicos y coqueteando con el pop, transmitiendo frescura y una nueva sonoridad para la artista. Este álbum empezó a grabarse en 2020 y fue publicado el 12 de marzo del 2022, posteriormente fue preseleccionado para la 23.ª Entrega Anual de los Latin Grammy en las categorías de "Mejor Álbum Cantautor" y "Álbum del Año". Asi mismo, en 2023 fue galardonado dentro de la categoría de "Productores del Año" en los Premios de la Asociación de Compositores y Autores Musicales de Costa Rica, ACAM.

## Discografía

### Como solista
- Con los Ojos del Alma (2017) Álbum
- Una Vela (2019) Sencillo
- Habría que sembrar girasoles (2019) Sencillo
- Mayahuabá (2019) Sencillo
- Me es Urgente (2020) EP
- Viejo Gurú (2020) Sencillo
- Declaración (2020) Sencillo
- LUZ (2022) Álbum
- Para Mí (2022) Sencillo
- Caminar (2023) Sencillo

### En Colaboración
- Días de Amara 30 AÑOS – con Katia Cardenal y artistas invitados
- Conchita de Mar - con Katia Cardenal (2017)
- Homenaje a los hermanos Mejía Godoy - con Carlos Mejia Godoy, Luis Enrique Mejia Godoy, Katia Cardenal, entre otros(2019)
- Mayahuabá - con Said Palacios y HDYeshua (2019)
- Viejo Gurú – con Rigoazulado (2020)
- Canción a Centroamérica – Andrea Arias y artistas centroamericanos (2020)

### Participaciones como solista
- Festival Internacional de Cantautores Dándole Cuerda. Belo Horizonte, Brasil (2018).
- Festival Tesituras. Medellín, Colombia. (2018).
- Festival Internacional de poesía. Granada, España (2018)
- Campamento internacional de composición “Mi voz”. Ciudad de Guatemala, Guatemala (2018)
- Gira "Habría que sembrar girasoles". Guatemala, Costa Rica, Nicaragua, Luxemburgo, Alemania, España,  Francia, México, El Salvador.
- Festival “Mujeres en el arte”, Honduras (2019).
- Resonar Fest, El Salvador (2022).
- Encuentro MIM LATAM, Panamá (2023).

## Otras fuentes consultadas
1. «"La cantautora presenta "Habría que sembrar girasoles", un canto de esperanza para Nicaragua".». Columna Cero. Consultado el 21 de junio de 2019.
2. ↑ «Revista Ágrafos». Revista Ágrafos. Consultado el 21 de junio de 2019.
3. ↑ «"Ceshia Ubau debutará con su primer disco "Con los Ojos del Alma"». La Prensa. Consultado el 21 de junio de 2019.
4. ↑ «"Ceshia Ubau y sus ojos del alma"». Niu.com. Consultado el 21 de junio de 2019.
5. ↑ «"Ceshia Ubau crea poesía musical a ritmo de trova, son nica y bossa nova"». Radio Emisora UCR. Consultado el 21 de junio de 2019.
6. ↑ «"Disco de Ceshia Ubau de los mejores de Iberoamerica"». El Nuevo Diario. Consultado el 21 de junio de 2019.
7. ↑ «"Cercle de coopération. Pour un monde solidaire et responsable"». Cercle de coopération. Archivado desde el original el 21 de junio de 2019. Consultado el 21 de junio de 2019.
8. ↑ «"Ceshia Ubau se va de gira por Europa"». Managua Furiosa. Consultado el 21 de junio de 2019.
9. ↑ «"Conchita de Mar. Katia Cardenal con Ceshia Ubau"». Youtube. Consultado el 21 de junio de 2019.
10. ↑ "La cantautora migrante que busca la belleza dentro del caos"
11. Ceshia Ubau: "Esta es mi Declaración".